# Здание Александровского реального училища
Здание Александровского реального училища в Смоленске — памятник архитектуры, объект культурного наследия регионального значения.

## Местонахождение и внешний вид

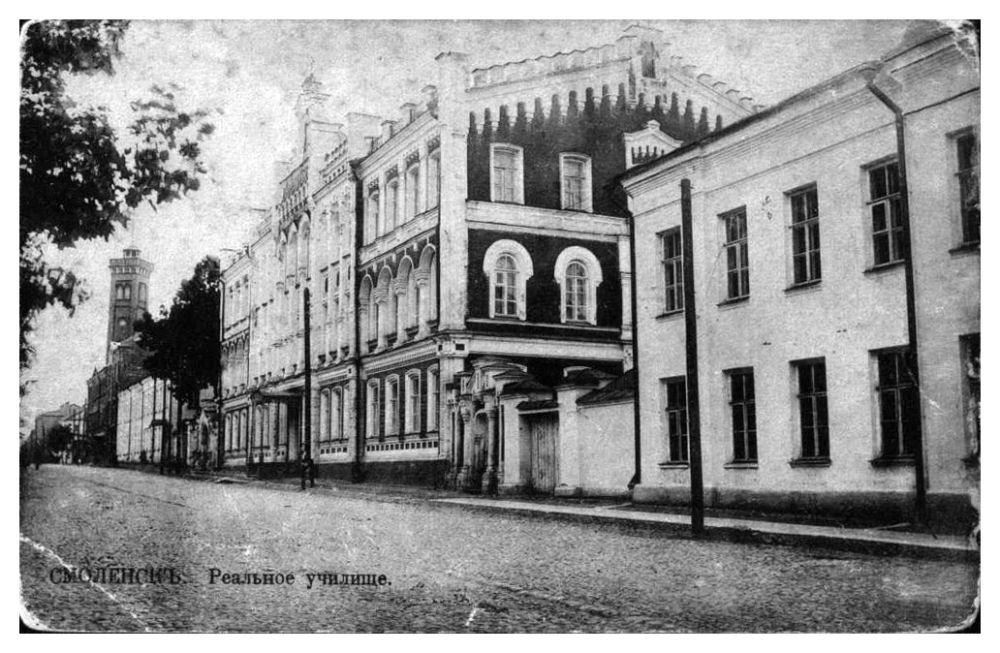
Здание Александровского реального училища в Смоленске на дореволюционной открытке

Здание находится по адресу: улица Коммунистическая, дом 4. Фасадом оно выходит на красную линию улицы. Трёхэтажное здание с подвалами является ярким образцом общественного строительства периода историзма. Главный фасад разделён лопатками на 5 частей и имеет ступенчатый силуэт, нарастающий к середине. Середина подчёркнута щипцовым фронтоном. На боковых участках этажи разделены карнизами. Группы арочных окон чередуются с группами прямоугольных. Внутренние помещения группируются вдоль коридоров с поперечными арками. Большой вестибюль разделён коридором по продольной оси. Хорошо сохранилась парадная лестница, состоящая из ажурных металлических ступеней. В здании имеются четыре взаимно изолированных подвала, каждый из которых перекрыт коробовым сводом.
На восточной стороне главный фасад продолжают трёхпролётные ворота. Они представляют собой арочный проезд с двумя калитками (левая калитка — ложная) и стилизованы под романское зодчество. Над аркой помещён герб с пушкой и цифрами «1812».

## История
Здание Александровского реального училища заложено летом 1877 года, осенью 1879 года сдано в эксплуатацию и освящено. Образцом для здания послужили городские училища в городах Орёл, Ливны и Елец. Авторами проекта являлись архитекторы М. Ф. Мейшер и О. Ф. Хартен, подрядчиком — П. Ф. Большаков. В 1898—1899 годах здание было частично перестроено под руководством инженера Е. Ф. Лещинского.
В 1906 году училище закончил Будников, Пётр Петрович, академик Герой Социалистического Труда (1965), лауреат трёх Сталинских премий, заслуженный деятель науки и техники РСФСР, внёсший значительный вклад в силикатную и химическую промышленность. В 1909 году училище закончил Лисицкий, Лазарь Маркович живописец, график, дизайнер, автор архитектурных проектов, педагог; один из крупнейших мастеров отечественного авангарда. В 1903—1910 годах в Александровском реальном училище учился писатель Иван Соколов-Микитов. Среди других известных учеников училища — путешественник Пётр Кузьмич Козлов, геолог Юрий Александрович Билибин, один из первых наркомов земледелия РСФСР Семён Пафнутьевич Середа, государственный и общественный деятель Сергей Прокопович, генеральный секретарь ЦК ВЛКСМ Николай Павлович Чаплин.
Здание сильно пострадало в годы Великой Отечественной войны и оккупации Смоленска. В 1947 году его полностью восстановили по проекту архитектора Д. П. Коваленко.

## Художественная галерея
С 2010 года в отреставрированном здании размещается художественная галерея, переехавшая сюда из здания бывшего музея княгини Тенишевой, известного под названием «Русская старина». 
В галерее представлены собрания как русского, так и западноевропейского искусств. Среди картин русской экспозиции — работы художников Василия Андреевича Тропинина, Исаака Ильича Левитана, Ильи Ефимовича Репина, Фёдора Степановича Рокотова, Ивана Константиновича Айвазовского, Валентина Александровича Серова, Константина Алексеевича Коровина, Александра Николаевича Бенуа, Константина Андреевича Сомова, Роберта Рафаиловича Фалька, Николая Константиновича Рериха. Среди уникальных западноевропейских полотен в музее находятся картина «Святая Юста», написанная Франсиско де Сурбараном в XVII веке, и картина «Мадонна с младенцем» неизвестного голландского автора XV века.
Музей ведёт активную выставочную деятельность. В нём проводятся как выставки произведений из фондов музея-заповедника, так и выставки современных художников.